# ورسوویتسه (ناحیه هودونین)
ورسوویتسه (به چکی: Vřesovice) یک منطقهٔ مسکونی در جمهوری چک است که در ناحیه هودونین واقع شده‌است. ورسوویتسه ۶٫۵۳ کیلومتر مربع مساحت و ۵۹۰ نفر جمعیت دارد و ۲۸۱ متر بالاتر از سطح دریا واقع شده‌است.